# Tolyphus punctulatus
Tolyphus punctulatus là một loài bọ cánh cứng trong họ Phalacridae. Loài này được Rosenhauer miêu tả khoa học năm 1856.